# Hanna Adelby
Hanna Adelby, född Hanna Malvina Skog 27 september 1890 i Stockholm, död 17 juni 1979 i Spånga, var en svensk skådespelare.

## Filmografi
- 1936 – Alla tiders Karlsson
- 1938 – Du gamla du fria
- 1944 – Melodin från Gamla stan
- 1944 – Fattiga riddare
- 1945 – Kungliga patrasket
- 1945 – Maria på Kvarngården
- 1945 – Försök inte med mej ..!
- 1945 – Kris